# Kirill Petrov
Kirill Andrejevitj Petrov (ryska: Кирилл Андреевич Петров), född 27 augusti 1990 i Kazan, Sovjetunionen, är en rysk ishockeyspelare som spelar för New York Islanders i National Hockey League (NHL).

## Meriter
- KHL Gagarin Cup-vinnare 2009, 2010
- U18-VM världsmästare 2007
- U18-VM silvermedalj 2008
- U18-VM All Star-lag 2008
- U18-VM Turneringens bästa forward 2008